# Каренкро (Луїзіана)
Каренкро (англ. Carencro) — місто (англ. city) в США, в окрузі Лафаєтт штату Луїзіана. Населення — 9272 особи (2020).

## Географія
Каренкро розташоване за координатами 30°18′41″ пн. ш. 92°2′19″ зх. д. / 30.31139° пн. ш. 92.03861° зх. д. (30.311498, -92.038503).  За даними Бюро перепису населення США в 2010 році місто мало площу 19,70 км², уся площа — суходіл.

## Демографія
Згідно з переписом 2010 року, у місті мешкало 7526 осіб у 2985 домогосподарствах у складі 1888 родин. Густота населення становила 382 особи/км².  Було 3233 помешкання (164/км²).
Расовий склад населення:
| - 53,5 % — білих - 41,7 % — чорних або афроамериканців - 0,7 % — азіатів - 0,6 % — корінних американців - 2,4 % — осіб інших рас |

До двох чи більше рас належало 1,2 %. Частка іспаномовних становила 5,1 % від усіх жителів.
За віковим діапазоном населення розподілялося таким чином: 25,6 % — особи молодші 18 років, 62,3 % — особи у віці 18—64 років, 12,1 % — особи у віці 65 років та старші. Медіана віку мешканця становила 34,2 року. На 100 осіб жіночої статі у місті припадало 93,3 чоловіків;  на 100 жінок у віці від 18 років та старших — 90,6 чоловіків також старших 18 років.
Середній дохід на одне домашнє господарство  становив 59 063 долари США (медіана — 41 542), а середній дохід на одну сім'ю — 71 409 доларів (медіана — 53 789). Медіана доходів становила 50 446 доларів для чоловіків та 29 395 доларів для жінок. За межею бідності перебувало 12,9 % осіб, у тому числі 11,2 % дітей у віці до 18 років та 17,2 % осіб у віці 65 років та старших.
Цивільне працевлаштоване населення становило 3955 осіб. Основні галузі зайнятості: освіта, охорона здоров'я та соціальна допомога — 26,1 %, роздрібна торгівля — 11,8 %, сільське господарство, лісництво, риболовля — 11,0 %.